# ミルキィホームズ 探偵! ナイトスクール
『ミルキィホームズ 探偵! ナイトスクール』（ミルキィホームズ たんてい ナイトスクール）は、2010年9月28日と10月12日に二回に渡り放送されたインターネットテレビ番組。

## 概要
ニワンゴによる放送配信サイト「ニコニコチャンネル」の運営に携わる「メガネ」が、司会者を担当するバラエティ番組である。また、レギュラー出演者としては、声優ユニット「ミルキィホームズ」が挙げられる。ミルキィホームズは三森すずこ、徳井青空、佐々木未来、橘田いずみの4人で構成されている。なお、公式サイトの「出演者」欄の表記に従えば、三森、徳井、佐々木、橘田は、それぞれが個々に出演しているのではなく、声優ユニットとしての出演である。
第1回放送では、ミルキィホームズは3名しか集まらず、三森は途中からの参加となった。また、第1回のゲストには声優の明坂聡美が招かれた。第2回放送ではアニメ探偵オペラミルキィホームズの1話および2話でエンドカードを担当した5月病マリオが招かれ、ライブペインティングが行われた。

## 放送について
この番組は、制作を担当したニワンゴにより、ウェブサイト「ニコニコチャンネル」を通じてストリーミング形式で配信された。9月28日より隔週火曜日の放送という旨が公式にアナウンスされていたが、二回目の放送の中で番組の終了が告げられた。なお、番組のタイトルは『探偵!ナイトスクープ』（朝日放送、ABCテレビ）のパロディであり、第1回放送では司会者より、他番組のタイトルを模したことを示唆する発言があった。

## レギュラー
- メガネ[2]
- ミルキィホームズ（三森すずこ・徳井青空・佐々木未来・橘田いずみ）[2]

## ゲスト
1. 明坂聡美[4][5]
2. 5月病マリオ[6][7]